# Альфред Астон
Альфред Астон (фр. Alfred Aston, 16 травня 1912, Шантійї, Уаза, Пікардія, Франція — 10 лютого 2003) — французький футболіст, крайній нападник. Учасник двох чемпіонатів світу.

## Клубна кар'єра
На початку тридцятих років працював помічником жокея. У 1932 році стає гравцем одного із засновників футбольної професіональної лиги — столичного «Ред Стару». Дебют не вдався — клуб вилетів до другого дивізіону, але здобувши перемогу в північній групі, відразу повернувся. Команда була одним із «аутсайдерів» змагання і врешті-решт понизилася у класі. За перших шість сезонів у професіональному футболі Альфред Астон провів 152 матчів у лізі (43 голи) і 21 матч у кубку (10 голів).
Своєю грою привернув увагу представників тренерського штабу «Расінга», до складу якого приєднався 1938 року. Відіграв за цю команду наступні три сезони. Останній довоєнний чемпіонат парижани завершили на третій сходинці. У цей час «Расінг» двічі поспіль став володарем національного кубка, але Астон у цих турнірах участі не брав.
У роки Другої світової війни проводився лише кубок, а також різноманітні регіональні турніри. У цей час знову захищав кольори «Ред Стару». Протягом усього часу був гравцем основного складу, але забивав не багато. Його основним завданням були стрімкі проходи по флангу і результативні передачі на бомбардира Андре Шимоні.
Вдало команда виступила в кубку Франції 1941/42. На шляху до фіналу були здобуті перемоги над «Бордо», «Реймсом» і «Лансом». Завдяки голам Анрі Гонкура і Альфреда Астона столична команда здобула п'ятий, у своїй історії, трофей. У першому повоєнному сезоні «Ред Стар» знову вийшов до фіналу, але цього разу поступився «Ліллю» з рахунком 2:4.
1947 перейшов до клубу «Стад Франсе» і став єдиним гравцем, який захищав кольори трьох провідних столичних колективів того часу. У своєму останньому сезону був граючим тренером паризького «Серкль Атлетіка». У першій половині 50-х років очолював команду «Тур».

## Виступи за збірну
У складі національної команди дебютував 11 березня 1934 року проти збірної Швейцарії (0:1). Протягом весни провів ще три матчі і потрапив до заявки на світову першість в Італії.
Другий чемпіонат світу проходив за кубковою схемою. Вже на першому етапі, жереб виявився безжальним для французів — збірна Австрії, один з головних претендентів за звання найсильнішої команди планети. Жан Ніколя відкрив рахунок у грі, але на останній хвилині першого тайму Маттіас Сінделар поновив рівновагу. Основний час завершився внічию, а в додаткові півгодини голи Шалля і Біцана змусили збірну Франції поїхати додому.
Наступний «мундіаль» приймала Франція. У першому матчі Жан Ніколя і Еміль Венант тричі відзначилися у воротах голкіпера збірної Бельгії, і остаточний рахунок гри — 3:1. Але вже в чвертьфіналі «рідні стіни» не допомогли французам. Перший тайм зі збірною Італії завершився внічию, а в другій половині гри не вдалося втримати Сільвіо Піолу.
За збірну продовжував виступати до 1946 року, всього провів 31 матч, 5 забитих м'ячів.

## Досягнення
- Володар кубка Франції (1): 1942
- Фіналіст кубка Франції (1): 1946
- Третій призер чемпіонату (1): 1939

## Статистика
Статистика виступів в офіційних матчах:
| Сезон             | Команда           | Чемпіонат | Чемпіонат | Чемпіонат | Кубок | Кубок | Збірна | Збірна |
| Сезон             | Команда           | Ліга      | Ігри      | Голи      | Ігри  | Голи  | Ігри   | Голи   |
| ----------------- | ----------------- | --------- | --------- | --------- | ----- | ----- | ------ | ------ |
| 1932/33           | «Ред Стар»        | Д-1       | 14        | 3         | 3     | 0     | —      | —      |
| 1933/34           | «Ред Стар»        | Д-2       | 24        | 7         | 1     | 0     | 5      | 1      |
| 1934/35           | «Ред Стар»        | Д-1       | 30        | 14        | 6     | 3     | 4      | 0      |
| 1935/36           | «Ред Стар»        | Д-1       | 30        | 5         | 5     | 6     | 2      | 0      |
| 1936/37           | «Ред Стар»        | Д-1       | 29        | 6         | 4     | 1     | 2      | 0      |
| 1937/38           | «Ред Стар»        | Д-1       | 25        | 8         | 1     | 0     | 4      | 2      |
| 1938/39           | «Расінг» (Париж)  | Д-1       | 27        | 4         | —     | —     | 3      | 0      |
| 1940/41           | «Расінг» (Париж)  | —         | —         | —         | 3     | 0     | —      | —      |
| 1941/42           | «Ред Стар»        | —         | —         | —         | 7     | 4     | 2      | 0      |
| 1942/43           | «Ред Стар»        | —         | —         | —         | 4     | 0     | —      | —      |
| 1943/44           | «Париж-Капітал»   | —         | —         | —         | 4     | 3     | —      | —      |
| 1944/45           | «Ред Стар»        | —         | —         | —         | 3     | 1     | 3      | 1      |
| 1945/46           | «Ред Стар»        | Д-1       | 29        | 6         | 5     | 3     | 6      | 1      |
| 1946/47           | «Ред Стар»        | Д-1       | 11        | 2         | —     | —     | —      | —      |
| 1946/47           | «Анже»            | Д-2       | 27        | 13        | 5     | 2     | —      | —      |
| 1947/48           | «Стад Франсе»     | Д-1       | 29        | 6         | 3     | 1     | —      | —      |
| 1948/49           | «Стад Франсе»     | Д-1       | 17        | 3         | 4     | 0     | —      | —      |
| 1950/51           | «Серкль Атлетік»  | Д-2       | 17        | 0         | 3     | 0     | —      | —      |
| Усього за кар'єру | Усього за кар'єру | Д-1       | 241       | 57        | 61    | 24    | 31     | 5      |
| Усього за кар'єру | Усього за кар'єру | Д-2       | 68        | 20        | 61    | 24    | 31     | 5      |

Статистика виступів на чемпіонатах світу:
| 1/8 фіналу 27 травня 1934 |

| Австрія                           | 3 — 2 | Франція                       |
| --------------------------------- | ----- | ----------------------------- |
| Сінделар 45' Шалль 93' Біцан 109' | Звіт  | Ніколя 18' Верр'є 115' (пен.) |

| «Муніципальний стадіон Беніто Муссоліні» (Турин) Глядачів: 10 000 |

Австрія: Петер Платцер, Франц Цізар, Карл Сеста, Франц Вагнер, Йозеф Смістик (), Йоганн Урбанек, Карл Цишек, Йозеф Біцан, Маттіас Сінделар, Антон Шалль, Рудольф Фіртль. Тренер — Гуго Майзль
Франція: Алексіс Тепо (), Жак Мересс, Етьєн Маттле, Едмон Дельфур, Жорж Верр'є, Ноель Льєтер, Фріц Келлер, Жозеф Альказар, Жан Ніколя, Роже Рьйо, Альфред Астон. Тренери — Гастон Барро, Джордж Кімптон.
| 1/8 фіналу 5 червня 1938 |

| Франція                   | 3 — 1 | Бельгія      |
| ------------------------- | ----- | ------------ |
| Венант 1' Ніколя 11', 69' | Звіт  | Ісемборг 19' |

| «Олімпійський стадіон Ів дю Мануар» (Коломб) Глядачів: 30 454 |

Франція: Лоран Ді Лорто, Ектор Касенаве, Етьєн Маттле (), Жан Бастьєн, Огюст Жордан, Рауль Дьянь, Альфред Астон, Оскар Ессерер, Жан Ніколя, Едмон Дельфур, Еміль Венант. Тренер — Гастон Барро.
Бельгія: Арнольд Баджу, Робер Паверік, Корнель Сейс, Жан ван Альфен, Еміль Стейнен (), Альфонс Де Вінтер, Шарль Ванден Ваувер, Бернар Ворхоф, Анрі Ісемборг, Раймон Брен, Нан Буйле. Тренер — Джек Батлер.
| 1/4 фіналу 12 червня 1938 |

| Франція     | 1 — 3 | Італія                      |
| ----------- | ----- | --------------------------- |
| Ессерер 10' | Звіт  | Колауссі 10' Піола 52', 72' |

| «Олімпійський стадіон Ів дю Мануар» (Коломб) Глядачів: 58 455 |

Франція: Лоран Ді Лорто, Ектор Касенаве, Етьєн Маттле (), Жан Бастьєн, Огюст Жордан, Рауль Дьянь, Альфред Астон, Оскар Ессерер, Жан Ніколя, Едмон Дельфур, Еміль Венант. Тренер — Гастон Барро.
Італія: Альдо Олів'єрі, Альфредо Фоні, П'єтро Рава, П'єтро Серантоні, Мікеле Андреоло, Уго Локателлі, Амедео Б'яваті, Джузеппе Меацца (), Сільвіо Піола, Джованні Феррарі, Джино Колауссі. Тренер — Вітторіо Поццо.